# Stazione di Cobh
La stazione di Cobh è la fermata ferroviaria terminale della linea Glounthaune-Cobh. È situata nella cittadina di Cobh della contea di Cork in Irlanda.

## Storia
L'impianto fu aperto all'esercizio come stazione ferroviaria terminale il 10 marzo 1862, assieme alla linea ferroviaria proveniente da Glounthaune. Il nome originario dell'impianto fu Queenstown, analogamente al nome della cittadina: fu tramutato in Cobh il 14 luglio 1924.
Il 3 novembre 1975 su soppresso il servizio merci.
Il 18 luglio 1988, a seguito della razionalizzazione degli impianti effettuata dalla IÉ, la stazione fu tramutata in fermata impresenziata.

## Strutture ed impianti
Il fabbricato viaggiatori è una costruzione in muratura in stile Great Southern and Western Railway (GS&WR).
La fermata è dotata di un unico binario accessibile all'utenza mediante una rampa scoscesa.

## Servizi ferroviari
La fermata è capolinea dalla suburbana Cork Kent – Cobh del servizio ferroviario suburbano di Cork.

## Servizi
- Servizi igienici
- Biglietteria a sportello